# دختر سفیر (مجموعه تلویزیونی)
دختر سفیر (به ترکی استانبولی: Sefirin Kızı) مجموعه تلویزیونی درام ترکی است. این مجموعه تلویزیونی از تاریخ ۱۶ دسامبر ۲۰۱۹ به کارگردانی امره کاباکوشاک، با بازی انگین آکیورک و نسلیهان آتاگول شروع به پخش کرد.
سریال دختر سفیر توسط کمپانی‌های NGM Media و O3 Media تولید می‌شود.

## خلاصهٔ داستان
داستان دربارهٔ عشق افسانه‌ای ناره (نسلیهان آتاگول)، دختر سفیر ترکیه (اردال کوچوکومورجو) و سانجار (انگین آکیورک) پسر یک کشاورز معمولی است که از کودکی دیوانه‌وار عاشق هم بوده‌اند اما پدر ناره مخالف رابطهٔ آن‌هاست. آن‌ها سال ۲۰۱۱ تصمیم می‌گیرند که مخفیانه فرار و ازدواج کنند اما درست شب عروسی ناره غیب می‌شود. سانجار شب بعد از عروسی‌اش شک می‌کند که ناره او را فریب داده‌است و حرف‌های او را باور نمی‌کند و او را از کلبه بیرون می‌کند. ناره خودش را از لبهٔ پرتگاه می‌اندازد و به شدت زخمی می‌شود. سپس او ناپدید می‌شود، و داستان آن‌ها به افسانه تبدیل می‌شود. سانجار فکر می‌کند که ناره به راحتی در جستجوی زندگی نو او را ترک کرده‌است. بعد از ۸ سال، ناره در روز عروسی سانجار با دختری به نام منکشه (تولین یازکان)، به زندگی سانجار برمی‌گردد. با این تفاوت که ناره، نارهٔ گذشته نیست و از سانجار یک دختر به نام ملک (برن گنچالپ) دارد. او در زمانی برمی‌گردد که سانجار تصمیم دارد زندگی تازه‌ای را شروع کند، و در حالی که هنوز سانجار نمی‌تواند او را باور کند، گدیز ایشیکلی (اوراز کایگیلاراوغلو)، دوست و شریک سانجار، کنار ناره می‌ایستد، و از او حمایت می‌کند و او را باور می‌کند، در حالی که ناره با وجود همهٔ سختی‌ها و آسیب‌هایی که برایش به وجود آمده به عشق خود به سانجار ادامه می‌دهد.

## بازیگران
نسلیهان آتاگول بازیگر نقش اصلی در طول پخش، به علت بیماری از سریال جدا شد.
| بازیگر                | شخصیت           |
| --------------------- | --------------- |
| انگین آکیورک          | سانجار افه‌اوغلو |
| نسلیهان آتاگول        | ناره چلبی       |
| طوبا بویوک اوستون     | ماوی چینار      |
| برن گنچالپ            | ملک افه‌اغلو     |
| اوراز کایگیلاراوغلو   | گدیز ایشیکلی    |
| اردال کوچوکومورجو     | گوون چلبی       |
| دوکان پولات           | یحیی افه‌اوغلو   |
| هیودا زیزان آلپ       | الوان بوز       |
| شفق باشکایا           | سدات            |
| اوزلم چاکار یالچنکایا | رفیکا ایشیکلی   |
| ارهان آلپای           | آکین بایدار     |
| گونجا جیلاسون         | هالیسه افه‌اوغلو |
| تولین یازکان          | منکشه ییلماز    |
| فریا آکدوق            | بورا            |
| اسرا کیزیلدوان        | موگه ایشیکلی    |
| جمره اوکتم            | زهرا افه‌اوغلو   |
| ادیپ تپلی             | عمر کاوروک      |
| سامی آکسو             | نجدت ییلماز     |
| دویگو کاراجا          | اشه چاندار      |
| نیلوفر کیلیچاسلان     | عاتیکه ییلماز   |
| یاگمور باسکورت        | گولسیه چاندار   |
| ملتم پامیرتان         | ایزابل          |
| الیدا ایلدیر          | دودو چاندار     |
| فورکان آکسوی          | لوکمان ییلماز   |
| بولنت شاکراک          | قهرمان بوز      |
| گوزده چیعاجی          | جیلان           |
| زرین سومر             | فریده افه‌اوغلو  |
| دنیز ایشین            | صحرا یالچین     |
| اراس آیدین            | کمیسر تورگوت    |
| ملیس بیرکان           | کمیسر جانان     |

## تولید
این سریال در موغله و مونته‌نگرو فیلمبرداری شده‌است.

## حواشی
نسلیهان آتاگول در تاریخ ۱۰ ژانویه ۲۰۲۱ به دلیل بیماری که داشت به مدت ۱۰ روز از ست فیلم مرخصی گرفت و در تاریخ ۱۸ ژانویه ۲۰۲۱ به‌طور رسمی جدایی خود از کادر فیلم به دلیل مبتلا بودن به سندرم روده نشت‌کننده اعلام نمود و عوامل تهیه‌کننده فیلم نیز با تأیید این موضوع جدایی او را تأیید کردند. نسلیهان آتاگول که در ۳۶ قسمت حضور داشت، به دلیل بیماری مجبور به ترک سریال شد و به جای او طوبا بویوک‌اوستون آمد.

## تقویم پخش
| فصل   | روز و ساعت پخش | شروع فصل       | پایان فصل    | تعداد قسمت‌های پخش شده | محدوده قسمت | فصل تلویزیون | کانال تلویزیون |
| ----- | -------------- | -------------- | ------------ | --------------------- | ----------- | ------------ | -------------- |
| فصل ۱ | دوشنبه ۲۰:۰۰   | ۱۶ دسامبر ۲۰۱۹ | ۲۲ ژوئن ۲۰۲۰ | ۱۷                    | ۱–۱۷        | ۲۰۱۹–۲۰۲۰    | استار تی‌وی     |
| فصل ۲ | دوشنبه ۲۰:۰۰   | ۷ سپتامبر ۲۰۲۰ | ۱۱ می ۲۰۲۱   | ۳۵                    | ۱۸–۵۲       | ۲۰۲۰–۲۰۲۱    | استار تی‌وی     |

## پخش بین‌المللی
| کشور              | شبکه                 | عنوان محلی                | اولین نمایش سریال | قسمت‌ها | یادداشت   |
| ----------------- | -------------------- | ------------------------- | ----------------- | ------ | --------- |
| ایران             | فیلیمو، ام‌بی‌سی پرشیا | دختر سفیر - Doxtare safir | ۱ فوریه ۲۰۲۰      |        | فصل ۱ و ۲ |
| امارات متحده عربی | ام‌بی‌سی ۴             | ابنة السفیر               | ۳۱ مه ۲۰۲۰        |        | فصل ۱ و ۲ |
| آلبانی            | جولی اچ‌دی            | Tring                     | سپتامبر ۲۰۲۰      |        | فصل ۱ و ۲ |

## جوایز و نامزدها
| سال  | جشنواره                                               | دسته‌بندی                   | نامزد(ها)           | نتیجه |
| ---- | ----------------------------------------------------- | -------------------------- | ------------------- | ----- |
| ۲۰۲۰ | سومین جشنواره بین‌المللی فیلم ازمیر جوایز طلایی آرتمیس | بهترین بازیگر مرد          | انگین آکیورک        | برنده |
| ۲۰۲۰ | سومین جشنواره بین‌المللی فیلم ازمیر جوایز طلایی آرتمیس | بهترین بازیگر زن           | نسلیهان آتاگول      | برنده |
| ۲۰۲۰ | سومین جشنواره بین‌المللی فیلم ازمیر جوایز طلایی آرتمیس | بهترین بازیگر نقش مکمل مرد | اوراز کایگیلاراوغلو | برنده |
| ۲۰۲۰ | سومین جشنواره بین‌المللی فیلم ازمیر جوایز طلایی آرتمیس | بهترین بازیگر نقش مکمل زن  | تولین یازکان        | برنده |
| ۲۰۲۰ | سومین جشنواره بین‌المللی فیلم ازمیر جوایز طلایی آرتمیس | بهترین بازیگر کودک         | برن گنچالپ          | برنده |
| ۲۰۲۰ | اولین جوایز سینماپورت                                 | بهترین بازیگر زن سریال     | نسلیهان آتاگول      | برنده |